# CT-33 (Spanje)

De CT-33

De CT-33 is een autovía in Murcia en verbindt nabij Cartagena de A-30 met de haven. De snelweg is 2 kilometer lang en werd in 2004 afgewerkt.